# 时尚芭莎
是全球一份时装杂志，创刊于1867年。《哈潑時尚》由赫斯特国际集团出版，將其定位為「從休閒到高級時裝，率先購買最好的女人」（women who are the first to buy the best, from casual to couture）的風格首選雜誌。
目標客群為上層階級與上中層階級成員，《時尚芭莎》匯聚了攝影師、艺术家、設計師與作家，每個月出版，以「精緻」的觀點探討時尚、美麗與流行文化的世界。是本主要以时装资讯、文学故事和生活指南为主轴的杂志。

## 《哈潑時尚》全球
《哈潑時尚》於全球30個國家或地区出版。
- （英文）
- 阿根廷（西班牙文）
- 巴西（葡萄牙文）
- 保加利亚（保加利亞文）
- 中国大陆 （簡體中文）
- 捷克（捷克文）
- 法國（法文）
- 德国（德文）
- 希腊（希臘文）
- 香港（英文與繁體中文）
- 印度（英文）
- 印度尼西亞（英文與印尼文）
- 日本（日文）
- （俄文）
- （英文與韓文）
- 马来西亚（英文）
- 墨西哥（西班牙文）
- 波蘭（波蘭文）
- 羅馬尼亞（羅馬尼亞文）
- 俄羅斯（俄文）
- 新加坡（英文）
- 西班牙（西班牙文）[2]
- 臺灣（英文與正體中文）
- 泰國（英文與泰文）
- 土耳其（土耳其文）
- 阿联酋（英文）
- 美国（美式英文）
- 英国（英式英文）
- 乌克兰（俄文）
- 越南（越南文）

### 《哈潑時尚》在亞洲

#### 臺灣
「Harper's BAZAAR」臺灣版（正體中文）名為《哈潑時尚》，最早於1990年2月在臺灣出版，時為美國赫斯特国际集团授權臺灣華克文化集團（Hwa Ker Publishing Company Limited）出版。美國赫斯特媒體集團已於2016年1月收回代理權，改由其在台分公司－－台灣赫斯特媒體接手經營。於2016年3月發行直營後的首份正式版雜誌。在每月刊物之外，3月、9月皆另有「BAZAAR Men」特刊；11月亦會出版「BAZAAR Art （页面存档备份，存于）」。
總編輯
廖秀哖（Elaine Liao）

#### 香港
「Harper's Bazaar」香港版（繁體中文）名為《Harper's Bazaar》（中文名為「時尚芭莎」），最早在1998年發行，為美國赫斯特國際集團授權香港南華早報集團（SCMP）出版。
總編輯
麥盛勳（Xaven Mak）

#### 中国大陆
「Harper's Bazaar」中國版（簡體中文）名為《时尚芭莎》，最早在2001年10月試發行，並在2002年3月發行正式版，為美國赫斯特国际集团授權中國时尚集团（Trends Group）出版。2002年10月，《中国时装》杂志和美国赫斯特出版集团《Harper's BAZAAR》版权合作，推出《中国时装Harper's BAZAAR》。2005年1月，《中国时装Harper's BAZAAR》更名为《时尚芭莎Harper's BAZAAR》。
《时尚芭莎》于2018年7月发布首本电子刊。2020年1月起，从半月刊改为月刊。
總編輯
苏芒（Su Mang）（2001-2018）
沙小荔（Simona Sha）(2018至今）

## 外部連結
- （美式英语）美國哈潑時尚官方網站
- （英式英语）英國哈潑時尚官方網站 （页面存档备份，存于）
- （繁體中文）臺灣哈潑時尚官方網站 （页面存档备份，存于）
- （繁體中文）香港哈潑時尚官方網站 （页面存档备份，存于）
- （简体中文）中國哈潑時尚官方網站
- BAZAAR 哈潑時尚的Facebook專頁
- harpersbazaar_tw的Instagram帳戶